# شونقیرقودیق
شونقیرقودیق (انگلیسی: Shunkyrkudyk) یک شهرک در استان قراغندی کشور قزاقستان است.